# Kitashirakawa-no-miya

Kitashirakawa (北白川 Bắc Bạch Xuyên) ōke (dòng hoàng) là một dòng họ của Hoàng thất Nhật Bản được tạo từ dòng Fushimi-no-miya.

## Kitashirakawa-no-miya
Dòng Kitashirakawa-no-miya thành lập từ Thân vương Satonari, con thứ tám của Thân vương Fushimi Kuniie
|   | Tên | Sinh | Kế tục | Về hưu | Mất  | Ghi chú                          |
| - | --- | ---- | ------ | ------ | ---- | -------------------------------- |
| 1 | Thân vương Kitashirakawa Satonari (北白川宮 智成親王 Kitashirakawa-no-miya Satonari shinnō)                    | 1844 | 1872   |        | 1872 |                                  |
| 2 | Thân vương Kitashirakawa Yoshihisa (北白川宮 能久親王 Kitashirakawa-no-miya Yoshihisa-shinnō)                  | 1847 | 1872   |        | 1895 |                                  |
| 3 | Cửu vương Kitashirakawa Naruhisa (北白川宮 成久王 Kitashirakawa-no-miya Naruhisa-ō)                            | 1887 | 1895   |        | 1923 |                                  |
| 4 | Cửu vương Kitashirakawa Nagahisa (北白川宮 永久王 Kitashirakawa-no-miya Nagahisa-ō)                            | 1910 | 1923   |        | 1940 |                                  |
| 5 | Kitashirakawa Michihisa (Cửu vương Kitashirakawa Michihisa 北白川宮 道久王, Kitashirakawa-no-miya Michihisa-ō) | 1937 | 1940   | 1947   |      | Kitashirakawa Michihisa sau 1947 |

## Gia phả
|  |  |                                |                                |                                |                                |                                |                                |                                    |                                    |                                    |                                    |                                    |                                    | Phục Kiến cung Bang gia Thân vương   |                                      |                                      |                                      |                                      |                                      |                                       |                                       |                                       |                                       |                                       |                                       |                                                           |                                       |                                       |                                       |                                       |                                       |                                   |                                   |                                               |                                               |                                               |                                               |                                               |                                               |                                    |                                    |                                    |                                    |                                    |                                    |                                    |                                    |                                    |                                    |                                    |                                    |                                       |                                       |                                       |                                       |                                       |                                       |  |  |  |  |  |  |  |  |  |  |  |  |  |  |  |  |  |  |  |  |  |  |  |  |  |  |  |  |  |  |  |  |
|  |  |                                |                                |                                |                                |                                |                                |                                    |                                    |                                    |                                    |                                    |                                    |                                      |                                      |                                      |                                      |                                      |                                      |                                       |                                       |                                       |                                       |                                       |                                       |                                                           |                                       |                                       |                                       |                                       |                                       |                                   |                                   |                                               |                                               |                                               |                                               |                                               |                                               |                                    |                                    |                                    |                                    |                                    |                                    |                                    |                                    |                                    |                                    |                                    |                                    |                                       |                                       |                                       |                                       |                                       |                                       |  |  |  |  |  |  |  |  |  |  |  |  |  |  |  |  |  |  |  |  |  |  |  |  |  |  |  |  |  |  |  |  |
|  |  |                                |                                |                                |                                |                                |                                |                                    |                                    |                                    |                                    |                                    |                                    |                                      |                                      |                                      |                                      |                                      |                                      |                                       |                                       |                                       |                                       |                                       |                                       |                                                           |                                       |                                       |                                       |                                       |                                       |                                   |                                   |                                               |                                               |                                               |                                               |                                               |                                               |                                    |                                    |                                    |                                    |                                    |                                    |                                    |                                    |                                    |                                    |                                    |                                    |                                       |                                       |                                       |                                       |                                       |                                       |  |  |  |  |  |  |  |  |  |  |  |  |  |  |  |  |  |  |  |  |  |  |  |  |  |  |  |  |  |  |  |  |
|  |  | Sơn Giai cung Hoảng Thân vương | Sơn Giai cung Hoảng Thân vương | Sơn Giai cung Hoảng Thân vương | Sơn Giai cung Hoảng Thân vương | Sơn Giai cung Hoảng Thân vương | Sơn Giai cung Hoảng Thân vương | Cửu Nhĩ cung Triều Ngạn Thân vương | Cửu Nhĩ cung Triều Ngạn Thân vương | Cửu Nhĩ cung Triều Ngạn Thân vương | Cửu Nhĩ cung Triều Ngạn Thân vương | Cửu Nhĩ cung Triều Ngạn Thân vương | Cửu Nhĩ cung Triều Ngạn Thân vương | Phục Kiến cung Trinh Giáo Thân vương | Phục Kiến cung Trinh Giáo Thân vương | Phục Kiến cung Trinh Giáo Thân vương | Phục Kiến cung Trinh Giáo Thân vương | Phục Kiến cung Trinh Giáo Thân vương | Phục Kiến cung Trinh Giáo Thân vương | Tiểu Tùng cung Chương Nhân Thân vương | Tiểu Tùng cung Chương Nhân Thân vương | Tiểu Tùng cung Chương Nhân Thân vương | Tiểu Tùng cung Chương Nhân Thân vương | Tiểu Tùng cung Chương Nhân Thân vương | Tiểu Tùng cung Chương Nhân Thân vương |                                                           |                                       | Hoa Đính cung Bác Kinh Thân vương     | Hoa Đính cung Bác Kinh Thân vương     | Hoa Đính cung Bác Kinh Thân vương     | Hoa Đính cung Bác Kinh Thân vương     | Hoa Đính cung Bác Kinh Thân vương | Hoa Đính cung Bác Kinh Thân vương | Bắc Bạch Xuyên cung hệ 1 Trí Thành Thân vương | Bắc Bạch Xuyên cung hệ 1 Trí Thành Thân vương | Bắc Bạch Xuyên cung hệ 1 Trí Thành Thân vương | Bắc Bạch Xuyên cung hệ 1 Trí Thành Thân vương | Bắc Bạch Xuyên cung hệ 1 Trí Thành Thân vương | Bắc Bạch Xuyên cung hệ 1 Trí Thành Thân vương | Phục Kiến cung Trinh Ái Thân vương | Phục Kiến cung Trinh Ái Thân vương | Phục Kiến cung Trinh Ái Thân vương | Phục Kiến cung Trinh Ái Thân vương | Phục Kiến cung Trinh Ái Thân vương | Phục Kiến cung Trinh Ái Thân vương | Nhàn Viện cung Tái Nhân Thân vương | Nhàn Viện cung Tái Nhân Thân vương | Nhàn Viện cung Tái Nhân Thân vương | Nhàn Viện cung Tái Nhân Thân vương | Nhàn Viện cung Tái Nhân Thân vương | Nhàn Viện cung Tái Nhân Thân vương | Đông Phục Kiến cung Ỷ Nhân Thân vương | Đông Phục Kiến cung Ỷ Nhân Thân vương | Đông Phục Kiến cung Ỷ Nhân Thân vương | Đông Phục Kiến cung Ỷ Nhân Thân vương | Đông Phục Kiến cung Ỷ Nhân Thân vương | Đông Phục Kiến cung Ỷ Nhân Thân vương |  |  |  |  |  |  |  |  |  |  |  |  |  |  |  |  |  |  |  |  |  |  |  |  |  |  |  |  |  |  |  |  |
|  |  | Sơn Giai cung Hoảng Thân vương | Sơn Giai cung Hoảng Thân vương | Sơn Giai cung Hoảng Thân vương | Sơn Giai cung Hoảng Thân vương | Sơn Giai cung Hoảng Thân vương | Sơn Giai cung Hoảng Thân vương | Cửu Nhĩ cung Triều Ngạn Thân vương | Cửu Nhĩ cung Triều Ngạn Thân vương | Cửu Nhĩ cung Triều Ngạn Thân vương | Cửu Nhĩ cung Triều Ngạn Thân vương | Cửu Nhĩ cung Triều Ngạn Thân vương | Cửu Nhĩ cung Triều Ngạn Thân vương | Phục Kiến cung Trinh Giáo Thân vương | Phục Kiến cung Trinh Giáo Thân vương | Phục Kiến cung Trinh Giáo Thân vương | Phục Kiến cung Trinh Giáo Thân vương | Phục Kiến cung Trinh Giáo Thân vương | Phục Kiến cung Trinh Giáo Thân vương | Tiểu Tùng cung Chương Nhân Thân vương | Tiểu Tùng cung Chương Nhân Thân vương | Tiểu Tùng cung Chương Nhân Thân vương | Tiểu Tùng cung Chương Nhân Thân vương | Tiểu Tùng cung Chương Nhân Thân vương | Tiểu Tùng cung Chương Nhân Thân vương |                                                           |                                       | Hoa Đính cung Bác Kinh Thân vương     | Hoa Đính cung Bác Kinh Thân vương     | Hoa Đính cung Bác Kinh Thân vương     | Hoa Đính cung Bác Kinh Thân vương     | Hoa Đính cung Bác Kinh Thân vương | Hoa Đính cung Bác Kinh Thân vương | Bắc Bạch Xuyên cung hệ 1 Trí Thành Thân vương | Bắc Bạch Xuyên cung hệ 1 Trí Thành Thân vương | Bắc Bạch Xuyên cung hệ 1 Trí Thành Thân vương | Bắc Bạch Xuyên cung hệ 1 Trí Thành Thân vương | Bắc Bạch Xuyên cung hệ 1 Trí Thành Thân vương | Bắc Bạch Xuyên cung hệ 1 Trí Thành Thân vương | Phục Kiến cung Trinh Ái Thân vương | Phục Kiến cung Trinh Ái Thân vương | Phục Kiến cung Trinh Ái Thân vương | Phục Kiến cung Trinh Ái Thân vương | Phục Kiến cung Trinh Ái Thân vương | Phục Kiến cung Trinh Ái Thân vương | Nhàn Viện cung Tái Nhân Thân vương | Nhàn Viện cung Tái Nhân Thân vương | Nhàn Viện cung Tái Nhân Thân vương | Nhàn Viện cung Tái Nhân Thân vương | Nhàn Viện cung Tái Nhân Thân vương | Nhàn Viện cung Tái Nhân Thân vương | Đông Phục Kiến cung Ỷ Nhân Thân vương | Đông Phục Kiến cung Ỷ Nhân Thân vương | Đông Phục Kiến cung Ỷ Nhân Thân vương | Đông Phục Kiến cung Ỷ Nhân Thân vương | Đông Phục Kiến cung Ỷ Nhân Thân vương | Đông Phục Kiến cung Ỷ Nhân Thân vương |  |  |  |  |  |  |  |  |  |  |  |  |  |  |  |  |  |  |  |  |  |  |  |  |  |  |  |  |  |  |  |  |
|  |  |                                |                                |                                |                                |                                |                                |                                    |                                    |                                    |                                    |                                    |                                    |                                      |                                      |                                      |                                      |                                      |                                      |                                       |                                       |                                       |                                       |                                       |                                       |                                                           |                                       |                                       |                                       |                                       |                                       |                                   |                                   |                                               |                                               |                                               |                                               |                                               |                                               |                                    |                                    |                                    |                                    |                                    |                                    |                                    |                                    |                                    |                                    |                                    |                                    |                                       |                                       |                                       |                                       |                                       |                                       |  |  |  |  |  |  |  |  |  |  |  |  |  |  |  |  |  |  |  |  |  |  |  |  |  |  |  |  |  |  |  |  |
|  |  |                                |                                |                                |                                |                                |                                |                                    |                                    |                                    |                                    |                                    |                                    |                                      |                                      |                                      |                                      |                                      |                                      |                                       |                                       |                                       |                                       |                                       |                                       | Bắc Bạch Xuyên cung 2 Năng Cửu Thân vương                 |                                       |                                       |                                       |                                       |                                       |                                   |                                   |                                               |                                               |                                               |                                               |                                               |                                               |                                    |                                    |                                    |                                    |                                    |                                    |                                    |                                    |                                    |                                    |                                    |                                    |                                       |                                       |                                       |                                       |                                       |                                       |  |  |  |  |  |  |  |  |  |  |  |  |  |  |  |  |  |  |  |  |  |  |  |  |  |  |  |  |  |  |  |  |
|  |  |                                |                                |                                |                                |                                |                                |                                    |                                    |                                    |                                    |                                    |                                    |                                      |                                      |                                      |                                      |                                      |                                      |                                       |                                       |                                       |                                       |                                       |                                       |                                                           |                                       |                                       |                                       |                                       |                                       |                                   |                                   |                                               |                                               |                                               |                                               |                                               |                                               |                                    |                                    |                                    |                                    |                                    |                                    |                                    |                                    |                                    |                                    |                                    |                                    |                                       |                                       |                                       |                                       |                                       |                                       |  |  |  |  |  |  |  |  |  |  |  |  |  |  |  |  |  |  |  |  |  |  |  |  |  |  |  |  |  |  |  |  |
|  |  |                                |                                |                                |                                |                                |                                |                                    |                                    |                                    |                                    |                                    |                                    |                                      |                                      |                                      |                                      |                                      |                                      |                                       |                                       |                                       |                                       |                                       |                                       |                                                           |                                       |                                       |                                       |                                       |                                       |                                   |                                   |                                               |                                               |                                               |                                               |                                               |                                               |                                    |                                    |                                    |                                    |                                    |                                    |                                    |                                    |                                    |                                    |                                    |                                    |                                       |                                       |                                       |                                       |                                       |                                       |  |  |  |  |  |  |  |  |  |  |  |  |  |  |  |  |  |  |  |  |  |  |  |  |  |  |  |  |  |  |  |  |
|  |  |                                |                                |                                |                                |                                |                                |                                    |                                    |                                    |                                    |                                    |                                    |                                      |                                      |                                      |                                      |                                      |                                      |                                       |                                       |                                       |                                       |                                       |                                       |                                                           |                                       |                                       |                                       |                                       |                                       |                                   |                                   |                                               |                                               |                                               |                                               |                                               |                                               |                                    |                                    |                                    |                                    |                                    |                                    |                                    |                                    |                                    |                                    |                                    |                                    |                                       |                                       |                                       |                                       |                                       |                                       |  |  |  |  |  |  |  |  |  |  |  |  |  |  |  |  |  |  |  |  |  |  |  |  |  |  |  |  |  |  |  |  |
|  |  |                                |                                |                                |                                |                                |                                |                                    |                                    |                                    |                                    |                                    |                                    |                                      |                                      |                                      |                                      |                                      |                                      | Trúc Điền cung Hằng Cửu vương         | Trúc Điền cung Hằng Cửu vương         | Trúc Điền cung Hằng Cửu vương         | Trúc Điền cung Hằng Cửu vương         | Trúc Điền cung Hằng Cửu vương         | Trúc Điền cung Hằng Cửu vương         | Bắc Bạch Xuyên cung 3 Thành Cửu vương                     | Bắc Bạch Xuyên cung 3 Thành Cửu vương | Bắc Bạch Xuyên cung 3 Thành Cửu vương | Bắc Bạch Xuyên cung 3 Thành Cửu vương | Bắc Bạch Xuyên cung 3 Thành Cửu vương | Bắc Bạch Xuyên cung 3 Thành Cửu vương | (Mất sớm) Diên Cửu vương          | (Mất sớm) Diên Cửu vương          | (Mất sớm) Diên Cửu vương                      | (Mất sớm) Diên Cửu vương                      | (Mất sớm) Diên Cửu vương                      | (Mất sớm) Diên Cửu vương                      | Hầu tước Teruhisa Komatsu                     | Hầu tước Teruhisa Komatsu                     | Hầu tước Teruhisa Komatsu          | Hầu tước Teruhisa Komatsu          | Hầu tước Teruhisa Komatsu          | Hầu tước Teruhisa Komatsu          | Bá tước Futara Yoshiaki            | Bá tước Futara Yoshiaki            | Bá tước Futara Yoshiaki            | Bá tước Futara Yoshiaki            | Bá tước Futara Yoshiaki            | Bá tước Futara Yoshiaki            | Bá tước Ueno Masao                 | Bá tước Ueno Masao                 | Bá tước Ueno Masao                    | Bá tước Ueno Masao                    | Bá tước Ueno Masao                    | Bá tước Ueno Masao                    |                                       |                                       |  |  |  |  |  |  |  |  |  |  |  |  |  |  |  |  |  |  |  |  |  |  |  |  |  |  |  |  |  |  |  |  |
|  |  |                                |                                |                                |                                |                                |                                |                                    |                                    |                                    |                                    |                                    |                                    |                                      |                                      |                                      |                                      |                                      |                                      | Trúc Điền cung Hằng Cửu vương         | Trúc Điền cung Hằng Cửu vương         | Trúc Điền cung Hằng Cửu vương         | Trúc Điền cung Hằng Cửu vương         | Trúc Điền cung Hằng Cửu vương         | Trúc Điền cung Hằng Cửu vương         | Bắc Bạch Xuyên cung 3 Thành Cửu vương                     | Bắc Bạch Xuyên cung 3 Thành Cửu vương | Bắc Bạch Xuyên cung 3 Thành Cửu vương | Bắc Bạch Xuyên cung 3 Thành Cửu vương | Bắc Bạch Xuyên cung 3 Thành Cửu vương | Bắc Bạch Xuyên cung 3 Thành Cửu vương | (Mất sớm) Diên Cửu vương          | (Mất sớm) Diên Cửu vương          | (Mất sớm) Diên Cửu vương                      | (Mất sớm) Diên Cửu vương                      | (Mất sớm) Diên Cửu vương                      | (Mất sớm) Diên Cửu vương                      | Hầu tước Teruhisa Komatsu                     | Hầu tước Teruhisa Komatsu                     | Hầu tước Teruhisa Komatsu          | Hầu tước Teruhisa Komatsu          | Hầu tước Teruhisa Komatsu          | Hầu tước Teruhisa Komatsu          | Bá tước Futara Yoshiaki            | Bá tước Futara Yoshiaki            | Bá tước Futara Yoshiaki            | Bá tước Futara Yoshiaki            | Bá tước Futara Yoshiaki            | Bá tước Futara Yoshiaki            | Bá tước Ueno Masao                 | Bá tước Ueno Masao                 | Bá tước Ueno Masao                    | Bá tước Ueno Masao                    | Bá tước Ueno Masao                    | Bá tước Ueno Masao                    |                                       |                                       |  |  |  |  |  |  |  |  |  |  |  |  |  |  |  |  |  |  |  |  |  |  |  |  |  |  |  |  |  |  |  |  |
|  |  |                                |                                |                                |                                |                                |                                |                                    |                                    |                                    |                                    |                                    |                                    |                                      |                                      |                                      |                                      |                                      |                                      |                                       |                                       |                                       |                                       |                                       |                                       | Bắc Bạch Xuyên cung 4 Vĩnh Cửu vương                      |                                       |                                       |                                       |                                       |                                       |                                   |                                   |                                               |                                               |                                               |                                               |                                               |                                               |                                    |                                    |                                    |                                    |                                    |                                    |                                    |                                    |                                    |                                    |                                    |                                    |                                       |                                       |                                       |                                       |                                       |                                       |  |  |  |  |  |  |  |  |  |  |  |  |  |  |  |  |  |  |  |  |  |  |  |  |  |  |  |  |  |  |  |  |
|  |  |                                |                                |                                |                                |                                |                                |                                    |                                    |                                    |                                    |                                    |                                    |                                      |                                      |                                      |                                      |                                      |                                      |                                       |                                       |                                       |                                       |                                       |                                       |                                                           |                                       |                                       |                                       |                                       |                                       |                                   |                                   |                                               |                                               |                                               |                                               |                                               |                                               |                                    |                                    |                                    |                                    |                                    |                                    |                                    |                                    |                                    |                                    |                                    |                                    |                                       |                                       |                                       |                                       |                                       |                                       |  |  |  |  |  |  |  |  |  |  |  |  |  |  |  |  |  |  |  |  |  |  |  |  |  |  |  |  |  |  |  |  |
|  |  |                                |                                |                                |                                |                                |                                |                                    |                                    |                                    |                                    |                                    |                                    |                                      |                                      |                                      |                                      |                                      |                                      |                                       |                                       |                                       |                                       |                                       |                                       | Bắc Bạch Xuyên cung 5 Đạo Cửu vương ↓ Rút khỏi Hoàng thất |                                       |                                       |                                       |                                       |                                       |                                   |                                   |                                               |                                               |                                               |                                               |                                               |                                               |                                    |                                    |                                    |                                    |                                    |                                    |                                    |                                    |                                    |                                    |                                    |                                    |                                       |                                       |                                       |                                       |                                       |                                       |  |  |  |  |  |  |  |  |  |  |  |  |  |  |  |  |  |  |  |  |  |  |  |  |  |  |  |  |  |  |  |  |